# Palluel
Palluel és un municipi francès situat al departament del Pas de Calais i a la regió dels Alts de França. L'any 2007 tenia 564 habitants.

## Demografia

### Població
El 2007 la població de fet de Palluel era de 564 persones. Hi havia 200 famílies de les quals 45 eren unipersonals (25 homes vivint sols i 20 dones vivint soles), 57 parelles sense fills, 82 parelles amb fills i 16 famílies monoparentals amb fills.
La població ha evolucionat segons el següent gràfic:
Habitants censats

### Habitatges
El 2007 hi havia 286 habitatges, 210 eren l'habitatge principal de la família, 71 eren segones residències i 6 estaven desocupats. 222 eren cases i 3 eren apartaments. Dels 210 habitatges principals, 174 estaven ocupats pels seus propietaris, 32 estaven llogats i ocupats pels llogaters i 4 estaven cedits a títol gratuït; 6 tenien dues cambres, 25 en tenien tres, 55 en tenien quatre i 124 en tenien cinc o més. 153 habitatges disposaven pel capbaix d'una plaça de pàrquing. A 99 habitatges hi havia un automòbil i a 84 n'hi havia dos o més.

### Piràmide de població
La piràmide de població per edats i sexe el 2009 era:
| Homes | Edats   | Dones |
| ----- | ------- | ----- |
| 0     | 95 o +  | 4     |
| 0     | 90 a 94 | 0     |
| 4     | 85 a 89 | 0     |
| 0     | 80 a 84 | 8     |
| 12    | 75 a 79 | 16    |
| 4     | 70 a 74 | 8     |
| 16    | 65 a 69 | 24    |
| 8     | 60 a 64 | 12    |
| 0     | 55 a 59 | 4     |
| 20    | 50 a 54 | 4     |
| 20    | 45 a 49 | 20    |
| 40    | 40 a 44 | 40    |
| 24    | 35 a 39 | 16    |
| 8     | 30 a 34 | 16    |
| 16    | 25 a 29 | 20    |
| 16    | 20 a 24 | 20    |
| 28    | 15 a 19 | 16    |
| 16    | 10 a 14 | 24    |
| 12    | 5 a 9   | 16    |
| 12    | 0 a 4   | 12    |

## Economia
El 2007 la població en edat de treballar era de 379 persones, 269 eren actives i 110 eren inactives. De les 269 persones actives 241 estaven ocupades (142 homes i 99 dones) i 27 estaven aturades (13 homes i 14 dones). De les 110 persones inactives 25 estaven jubilades, 39 estaven estudiant i 46 estaven classificades com a «altres inactius».

### Ingressos
El 2009 a Palluel hi havia 218 unitats fiscals que integraven 586,5 persones, la mediana anual d'ingressos fiscals per persona era de 14.707 €.

### Activitats econòmiques
Dels 15 establiments que hi havia el 2007, 1 era d'una empresa de fabricació d'altres productes industrials, 4 d'empreses de construcció, 4 d'empreses de comerç i reparació d'automòbils, 1 d'una empresa de transport, 1 d'una empresa d'hostatgeria i restauració, 1 d'una empresa financera, 1 d'una empresa immobiliària, 1 d'una empresa de serveis i 1 d'una empresa classificada com a «altres activitats de serveis».
Dels 8 establiments de servei als particulars que hi havia el 2009, 1 era un taller de reparació d'automòbils i de material agrícola, 1 electricista, 3 empreses de construcció, 1 perruqueria, 1 restaurant i 1 agència immobiliària.
L'únic establiment comercial que hi havia el 2009 era una botiga de menys de 120 m².

## Equipaments sanitaris i escolars
El 2009 hi havia una escola elemental.

## Poblacions més properes
El següent diagrama mostra les poblacions més properes.